# Saison 8 du Meilleur Pâtissier
 (novembre 2023).
- Si vous ne connaissez pas le sujet, laissez ce bandeau (vous pouvez alors contacter les auteurs).
- Si vous supprimez le contenu mis en cause (vous pouvez préalablement contacter les auteurs),

argumentez précisément cette suppression dans la page de discussion
(un manque de référence n'est pas un argument ; une recherche réelle de référence doit avoir été effectuée, être formellement documentée).
 (janvier 2025).
Si vous disposez d'ouvrages ou d'articles de référence ou si vous connaissez des sites web de qualité traitant du thème abordé ici, merci de compléter l'article en donnant les références utiles à sa vérifiabilité et en les liant à la section « Notes et références ».
 (février 2025).
Motif : manque de références qualitatives, TI. Les références présentes proviennent toutes d'Ozap, ref non qualitatives. Elles sont toutes liées aux audiences, déjà présentes dans l'article principal. Info doublonnant ce dernier. Saison ne se démarquant pas particulièrement.
- Archive Wikiwix
- Bing
- Cairn
- DuckDuckGo
- E. Universalis
- Gallica
- Google
- G. Books
- G. News
- G. Scholar
- Persée
- Qwant
- (zh) Baidu
- (ru) Yandex
- (wd) trouver des œuvres sur Wikidata

| 1. | Préciser le motif de la pose du bandeau. | Précisez le motif de la pose du bandeau en utilisant la syntaxe suivante : {{admissibilité à vérifier\|date=juin 2025\|motif=remplacez ce texte par le motif}}                                      |
| 2. | Informer les utilisateurs concernés.     | Pensez à avertir le créateur de l'article, par exemple, en insérant le code ci-dessous sur sa page de discussion : {{subst:avertissement admissibilité à vérifier\|Saison 8 du Meilleur Pâtissier}} |

La huitième saison du Meilleur Pâtissier, est une émission de télévision franco-belge de concours culinaire, diffusée sur M6 du 11 septembre 2019 au 27 novembre 2019, et sur RTL-TVI du 16 septembre 2019 au 2 décembre 2019. Elle est animée par Julia Vignali.

## Tournage
- Si vous ne connaissez pas le sujet, laissez ce bandeau (vous pouvez alors contacter les auteurs).
- Si vous supprimez le contenu mis en cause (vous pouvez préalablement contacter les auteurs),

argumentez précisément cette suppression dans la page de discussion
(un manque de référence n'est pas un argument ; une recherche réelle de référence doit avoir été effectuée, être formellement documentée).
Le jury est composé de Cyril Lignac et de Mercotte. Tournée au château de Groussay à Montfort-l'Amaury, l'émission est présentée par Julia Vignali et produite par Kitchen Factory Productions

## Participants
- Si vous ne connaissez pas le sujet, laissez ce bandeau (vous pouvez alors contacter les auteurs).
- Si vous supprimez le contenu mis en cause (vous pouvez préalablement contacter les auteurs),

argumentez précisément cette suppression dans la page de discussion
(un manque de référence n'est pas un argument ; une recherche réelle de référence doit avoir été effectuée, être formellement documentée).
Quatorze candidats s'affrontent.

## Audiences et diffusion
En Belgique, l'émission est diffusée une semaine après la France, les lundis, du 16 septembre 2019 au 2 décembre 2019. L'épisode est le même, donc la durée reste 2 h 15 (publicités incluses), mais il est diffusé de 20 h 15 à 22 h 30.
| Épisode            | Jour et horaire de diffusion             | Nombre de téléspectateurs | Part de marché  | Part de marché | Classement des audiences | Réf.   |
| Épisode            | Jour et horaire de diffusion             | Nombre de téléspectateurs | (4 ans et plus) | (FRDA-50)      | Classement des audiences | Réf.   |
| ------------------ | ---------------------------------------- | ------------------------- | --------------- | -------------- | ------------------------ | ------ |
| 1                  | Mercredi 11 septembre 2019 (21:00-23:15) | 2 075 000                 | 12,2 %          | 25,5 %         | 3e                       | [ 1 ]  |
| 2                  | Mercredi 18 septembre 2019 (21:00-23:15) | 2 002 000                 | 11,6 %          | 23,3 %         | 3e                       | [ 2 ]  |
| 3                  | Mercredi 25 septembre 2019 (21:00-23:15) | 2 314 000                 | 12,8 %          | 25,4 %         | 3e                       | [ 3 ]  |
| 4                  | Mercredi 2 octobre 2019 (21:00-23:15)    | 2 539 000                 | 13,9 %          | 27,2 %         | 3e                       | [ 4 ]  |
| 5                  | Mercredi 9 octobre 2019 (21:00-23:15)    | 2 254 000                 | 11,7 %          | 24,5 %         | 3e                       | [ 5 ]  |
| 6                  | Mercredi 16 octobre 2019 (21:00-23:15)   | 2 296 000                 | 11,9 %          | 24,3 %         | 3e                       | [ 6 ]  |
| 7                  | Mercredi 23 octobre 2019 (21:00-23:15)   | 2 800 000                 | 14,5 %          | 28,4 %         | 2e                       | [ 7 ]  |
| 8                  | Mercredi 30 octobre 2019 (21:00-23:15)   | 2 886 000                 | 15,4 %          | 25,8 %         | 2e                       | [ 8 ]  |
| 9                  | Mercredi 6 novembre 2019 (21:00-23:15)   | 2 515 000                 | 12,8 %          | 25,2 %         | 3e                       | [ 9 ]  |
| 10                 | Mercredi 13 novembre 2019 (21:00-23:15)  | 2 515 000                 | 14,1 %          | 26,8 %         | 2e                       | [ 10 ] |
| 11                 | Mercredi 20 novembre 2019 (21:00-23:15)  | 2 609 000                 | 13,2 %          | 24,3 %         | 3e                       | [ 11 ] |
| 12 (finale)        | Mercredi 27 novembre 2019 (21:00-23:15)  | 2 541 000                 | 12,6 %          | 22,7 %         | 3e                       | [ 12 ] |
|                    |                                          |                           |                 |                |                          |        |
| Bilan de la saison | Bilan de la saison                       | 2 460 000                 | 13,0 %          | 25,3 %         | –                        | [ 13 ] |

Légende :
- plus hauts scores d'audiences
- plus bas scores d'audiences